# Fireball Jungle
Fireball Jungle est un film américain réalisé par Joseph P. Mawra (en), sorti en 1968.

## Fiche technique
- Titre : Fireball Jungle
- Réalisateur : Joseph P. Mawra (en)
- Scénario : Harry Whittington
- Producteur : G.B. Roberts
- Société de production : Americana Productions
- Durée : 94 minutes
- Couleur : Eastmancolor
- Genre : Film policier, drame
- Date de sortie :
  -  États-Unis octobre 1968

## Distribution
- John Russell : Nero Solitarius
- Lon Chaney Jr. : Sammy
- Alan Mixon : Ronald Elwood 'Cateye' Meares
- Randy Kirby : Steve Cullen
- Chuck Daniel : Marty
- Nancy Donohue : Ann Tracey
- Vicki Nunis : Judy